# ヨーゼフ・マルクス

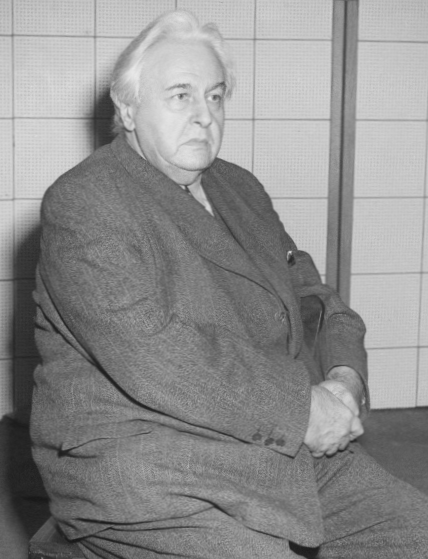
ヨーゼフ･マルクス（1950年）

ヨーゼフ・ルーペルト・ルドルフ・マルクス（Joseph Rupert Rudolf Marx、1882年5月11日 - 1964年9月3日）は、オーストリアの作曲家・音楽評論家・音楽教育者。本名は長いが、作曲家自身が公的に2つのミドルネーム「ルーペルト・ルドルフ」を用いたことは無かったらしく、一般的にもそれらが言及されることは非常に稀である。

## 生涯
早くに母親から音楽の手ほどきを受けていたが、後にヨハン・ブーヴァの有名なピアノ教室に通う。ギムナジウムの生徒だった頃から作曲を始め、既成の主題によるピアノ曲や小曲を、三重奏や四重奏のアンサンブルのために編曲した。
父親の希望を容れて法学を学ぶが、後に哲学や芸術史に転学した。このため最終的に父親と決裂することとなったが、その後も音楽への興味さめやらず、26歳のときに再び作曲活動に取り掛かり、それから4年（1908年から1912年まで）の間に、マルクスの全部で約150曲の歌曲のうち、ほぼ120曲ほどが作曲された。ともあれ結局は哲学で博士号を取得した。
1914年にウィーン大学で音楽理論の教授に、1922年にウィーン音楽アカデミー院長に就任。1924年から1927年まで同アカデミー講師の地位にあった。1932年から1933年までトルコに赴き、トルコ政府の委任により、アンカラ音楽院の設立について助言するとともに、トルコの民族音楽の組織体系の研究にいそしんだ。
音楽理論家として和声法や対位法に関する著作を残した。

## 作曲家・音楽評論家として
基本的には後期ロマン主義音楽の作曲家とされるが、印象主義音楽の語法を取り入れることにより、近代的な響きを獲得した。
音楽評論家としては、自身と同じく新ウィーン楽派の周辺にいて実力を発揮しながら、革新的でないと言われがちな作曲家、たとえばフランツ・シュミットやフランツ・シュレーカー、エーリヒ・ヴォルフガング・コルンゴルトらを擁護した。

## 主要作品一覧

### 器楽曲
管弦楽曲
- 秋の交響曲（ドイツ語版） Eine Herbstsymphonie （1921年）
- 交響楽のための夜曲 Symphonische Nachtmusik （1922年）
- コンチェルティーノ《牧歌》 Idylle - Concertino （1925年）
- 春の音楽 Eine Frühlingsmusik （1925年）
- 組曲《自然三部作》 Natur-Trilogie (Natursuite) （1925年）
- 北国のラプソディ Nordlands-Rhapsodie （1929年）
- 古いウィーンのセレナーデ Alt-Wiener Serenaden （1942年）
- 古典様式のシンフォニア Sinfonia in modo classico （1944年/ 1940-41年の「古典様式の四重奏曲 Quartetto in Modo Classico 」の弦楽合奏への編曲。）
- 古風なパルティータ Partita in modo antico （1945年/ 1937-38年の「古風な四重奏曲Quartetto in Modo Antico」の弦楽合奏への編曲。）
- 秋の祭り "Feste im Herbst" ("Herbstfeier") （1946年）

協奏曲
- ピアノ協奏曲 第1番 ホ長調《ロマンティック》 Klavierkonzert Nr. 1 E-dur "Romantisches Klavierkonzert" （1919年）
- ピアノ協奏曲 第2番 変ホ長調《ローマの城》 Klavierkonzert Nr. 2 Es-dur "Castelli Romani" （1930年）

室内楽
- 弦楽四重奏曲 イ長調 Streichquartett A-dur （1936-37年/ 1948年に改訂されて半音階的四重奏曲 Quartetto Chromatico に）
- 古風な四重奏曲 Quartetto in Modo Antico （1937-38年）
- 古典様式の四重奏曲 Quartetto in Modo Classico （1940-41年）
- ヴァイオリン・ソナタ（第1番）イ長調 Violinsonate (Nr. 1) A-dur （1913年)
- ヴァイオリン・ソナタ（第2番）ニ長調《春のソナタ》 Violinsonate D-dur (Nr. 2) "Frühlingssonate"   （1945年)
- 狂詩曲形式によるピアノ四重奏曲 "Klavierquartett in Form einer Rhapsodie" （1911年)
- ピアノ四重奏のためのバラード イ短調 "Ballade" für Klavierquartett in a-Moll （1911年)
- ピアノ四重奏のためのスケルツォ "Scherzo" für Klavierquartett  （1911年)
- ピアノ三重奏曲のためのファンタジー "Trio-Phantasie" für Violine, für 'Cello & Klavier in g-Moll （1913/14年)
- チェロとピアノのための《組曲 ヘ長調》 Suite in F-dur für 'Cello & Klavier （1914年)
- チェロとピアノのための《パストラル》 Pastorale für 'Cello & Klavier （1914年)
- 6つのピアノ小品 Sechs Stücke für Klavier solo （1916年)
- ピアノ曲《アルバムの一葉 ホ長調》 Albumblatt in E-dur （1916年)
- オルガン曲 Stücke für Orgel

### 声楽曲

#### 歌曲
- Italienisches Liederbuch （1912年）
- 光明に満ちた年 Verklärtes Jahr （連作歌曲、1932年）
- 全部でおよそ150曲のピアノ伴奏または管弦楽伴奏の歌曲

#### 合唱曲
- 混声合唱と管弦楽のための『新年賛歌』Ein Neujahrshymnus für gemischten Chor (oder Männerchor) und Orchester (1914)
- 混声合唱と管弦楽のための『山岳賛歌』Berghymne für gemischten Chor und Orchester (ca. 1910)
- 混声合唱、児童合唱、オルガンと管弦楽のための『パーンへの秋の合唱』Herbstchor an Pan für gemischten Chor, Knabenstimmen, Orgel und Orchester (1911)
- 男声合唱と管弦楽のための『朝の歌』Morgengesang für Männerchor und Orchester (1910)
- 男声合唱とブラスバンド、ティンパニとオルガンのための『夕暮れの旋律』Abendweise für Männerchor, Blasorchester, Pauken und Orgel (1912)
- 男声合唱とオルガンのための『人生の歌』Gesang des Lebens für Männerchor und Orgel (1914)

### 著作
- Harmonielehre. Unter Zugrundelegung des Lehrganges von Joseph Marx verfaßt von Friedrich Bayer. Universal-Edition, Wien 1933
- Kontrapunktlehre. Unter Zugrundelegung des Lehrganges von Joseph Marx verfaßt von Friedrich Bayer. Universal-Edition, Wien 1935
- Betrachtungen eines romantischen Realisten. Gesammelte Aufsätze, Vorträge und Reden über Musik. Hrsg. von Oswald Ortner. Gerlach & Wiedling, Wien 1947
- Weltsprache Musik. Bedeutung und Deutung tausendjähriger Tonkunst. Austria-Edition, Wien 1964

## 弟子
- マルコ・タイチェヴィチ
- エリック・ヴェルバ
- 尾高尚忠